# Кичево (село)
Вижте пояснителната страница за други значения на Кичево.
Кичево е село в Североизточна България, в община Аксаково, Варненска област.

## География
Разположено е на 20 км от общинския център град Аксаково, 10 км от областния град Варна, 20 км от курорта Златни пясъци и на 17 км от курорта Албена. Надморска височина 250 – 333 м.
Селото е богато на природни източници на вода. Изградени са 7 чешми, заобиколени с много тополи, които напролет стават кичести и красиви. От тези тополи е и името на селото.

## История
До 1934 г. името на селото е Джеферли. Местното население е съставено от гагаузи и преселници от селата Еркеч и Гулица.
При избухването на Балканската война в 1912 година 1 човек от Даферлии е доброволец в Македоно-одринското опълчение. Запазени са сведения от 1913 г. относно действията на румънската войска, завзела селото по време на Междусъюзническата война.
В началото на 1944 г. селото има 250 къщи и 340 семейства с местен духовен храм „Св. Великомъченик Георги".

## Население
Численост на населението според преброяванията през годините:
| \| Година на преброяване \| Численост \| \| --------------------- \| --------- \| \| 1934 \| 1191 \| \| 1946 \| 1252 \| \| 1956 \| 1225 \| \| 1965 \| 1176 \| \| 1975 \| 1098 \| \| 1985 \| 917 \| \| 1992 \| 904 \| \| 2001 \| 940 \| \| 2011 \| 1099 \| \| 2021 \| 1253 \| |           |
| Година на преброяване | Численост |
| 1934 | 1191      |
| 1946 | 1252      |
| 1956 | 1225      |
| 1965 | 1176      |
| 1975 | 1098      |
| 1985 | 917       |
| 1992 | 904       |
| 2001 | 940       |
| 2011 | 1099      |
| 2021 | 1253      |

### Етнически състав

#### Преброяване на населението през 2011 г.
Численост и дял на етническите групи според преброяването на населението през 2011 г.:
|                     | Численост | Дял (в %) |
| Общо                | 1099      | 100.00    |
| Българи             | 911       | 82.89     |
| Турци               | 4         | 0.36      |
| Цигани              | –         | –         |
| Други               | 8         | 0.72      |
| Не се самоопределят | 4         | 0.36      |
| Неотговорили        | 172       | 15.65     |

## Религии
- Християнство

## Обществени институции
- Кметство с. Кичево – кмет Иванка Маринова (от 2011 г.);
- Основно училище „Свети Климент Охридски“
- Църковен храм „Свети Георги“;
- Читалище „Христо Ботев“
- Седмична детска градина

## Културни и природни забележителности
В селото има създадени много добри традиции в области като образование, читалищна дейност, съхранение на християнството в продължение на 150 години, опазване на околната среда.
Основното училище „Св. Климент Охридски“ е основано през 1884 година. Днешната му сграда е построена през 1940 – 1948 година; обновена и разширена през 1982 година. Днес в него учат 80 деца, тенденцията е към увеличаване броя на учениците. През 2009 г. в училището е извършено обновяване на базата със средства по европейските програми, спечелени с мащабен проект, изготвен от екип на Община Аксаково. Училището разполага със 7 класни стаи, 3 кабинета, собствен транспорт, училищен стол, целодневно обучение. Училището в село Кичево е единствено в район от 7 села и естествен център на образованието в североизточната част на община Аксаково. Селото разполага и с много добре обзаведена седмична детска градина, която е собственост на „Българо-германско социално дело“, Варна.
Село Кичево се радва на изключителна популярност и интересът към местните терени за застрояване непрекъснато расте. Забележително е, че на 10 км от Варна все още има кътче с кристално чист въздух, прекрасни гори, чиста изворна вода, тишина и спокойствие. Много туроператори са избрали за екскурзии на своите туристи местности в землището на село Кичево като Беклемето, Колокоча, Гюл Пунар. Там са изградени беседки, в които всеки турист може да си отдъхне на чист въздух.

## Редовни събития
Местният празник на селото се провежда на 6 май – Гергьовден; 22 септември – Общински празник на есенното плодородие

### Кухня
Местната кухня включва ястия, готвени от гагаузите в миналото и предадени от поколение на поколение.
На Гергьовден във всяка къща се приготвя пълнено Гергьовско агне (ориз, дреболии, подправки), зашива се, поставя се в тави и се пече в пещ. Почти във всеки дом на местните хора има изградена такава пещ, както и казан за варене на ракия.
Освен специалитета пълнено агне, в пещта се пече и т.нар. „гагаузка баница“, точена ръчно и залята с подсирено с мая прясно мляко.
Други гагаузки ястия са тарана, калле, уума чорба, платеки и др. Забелязва се, че те са повече постни и тестени.

## Родени в Кичево
- Иван Добрев (р. 1922), български военен, адмирал, депутат, заместник-министър на отбраната
- Димитър Павлов (р. 1937), бивш министър на отбраната
- Жечка Карамфилова (1919 – 1944 г.), българска партизанка и политкомисар на Партизански отряд „Васил Левски“ (Варна)